# Marie Léopold Lacour
Pour les articles homonymes, voir Lacour.
Marie Léopold-Lacour, née Marie-Rachel Jourdan le 6 janvier 1859 à Royan et morte le 5 décembre 1942 à Neuilly-sur-Seine, est une militante féministe, journaliste, dramaturge, poétesse et conteuse française. 

## Biographie
Elle collabore, entre autres, au journal féministe La Fronde, fondé par Marguerite Durand. Épouse de l'écrivain féministe Léopold Lacour, elle partage son combat pour un enseignement mixte. Elle intervient au Congrès international féministe de Paris de 1896, présidé par Marie Bonnevial, pour décrire l’état des écoles mixtes en Europe et répondre aux arguments de leurs adversaires. 

## Œuvres
- Vlasta, livret d'opéra, co-écrit avec Mme Paul Poirson
- Sylvain et Gaël, livret d'opéra comique, co-écrit avec Mme Paul Poirson
- L'Héritage de Pierrot, pantomime en 2 actes, jouée à Paris, au théâtre de l'Application (Les Escholiers), le 20 mai 1892
- Le Rendez-vous ou Plus fort que la mort, pantomime, programmée par Les Escholiers vers 1895-1896
- Les Morts aimés, pantomime, programmée par Les Escholiers vers 1895-1896
- Nuit d'hyménée !, pantomime, programmée par Les Escholiers vers 1895-1896
- Don Juan aux enfers, ballet-pantomime en 1 acte, musique d'Henri José, représenté au Casino de Paris le 29 novembre 1897
- La Chambre des aïeux, pantomime irrévérencieuse en 1 acte, 10 tableaux, publiée dans Les Saisons, automne 1921.
- Un pauvre bûcheron, pièce en 1 acte, publiée dans la revue La Pensée sur la Côte d'Azur, vers 1923, et représentée à Paris, au théâtre de l'Odéon, le 20 décembre 1923
- La Sérénade inutile, saynète publiée dans la revue La Pensée sur la Côte d'Azur, vers 1929.